# Upp till Ragvaldsträsk
Upp till Ragvaldsträsk är den svenske artisten Lalla Hanssons debutalbum, utgivet 1971 på Columbia (4E 062-34435).

## Om albumet
Upp till Ragvaldsträsk utgörs av amerikanska poplåtar som försetts med svensk text av Björn Håkanson och Hansson. Bland kompositörerna märks Kris Kristofferson, Bob Dylan, Paul Simon och John Fogerty. Albumet spelades in i EMI:s studio i Stockholm och producerades av Bengt Palmers med Björn Norén som ljudtekniker. Hansson medverkar på sång, gitarr och slagverk, Roger Palm på trummor, Palmers på bas, slagverk och klockspel, Janne Schaffer på gitarr och Kjell Öhman på piano och orgel.
Från albumet släpptes två singlar: "Anna & mej" (juni 1971) och "Lai-le-lai" (december 1971). "Anna & mej" tog sig in på Tio i topp den 25 september 1971 och stannade nio veckor på listan. Den 9 oktober 1971 toppade låten listan. "Lai-le-lai" låg två veckor på Svensktoppen i november och december 1971, båda veckorna på plats åtta. Albumet nådde inte Svenska albumlistan. År 1972 utgavs ännu en singel, "(Balladen om) Nalen". Låten finns inte med på Upp till Ragvaldsträsk, vilket däremot singelns B-sida "Den enda levande i vår stad" gör.
Albumet utgavs 1971 på LP och Stereo 8 av Columbia Records. De båda utgåvorna innehöll samma låtar, men hade olika låtordning. År 1974 utgavs LP-skivan på nytt med annat omslag, denna gången på EMI som EMI:s stjärnserie – Vol. 6. År 1992 utgav EMI albumet på CD med samma låtordning som LP-utgåvan.

## Låtlista
Samtliga svenska låttexter är skrivna av Björn Håkanson och Lalla Hansson.

### LP 1971
Sida A
1. "Anna & mej" ("Me & Bobby McGee", Fred Foster, Kris Kristofferson) – 4:44
2. "Hej, du med tamburinen" ("Mr Tambourine Man", Bob Dylan) – 4:10
3. "Vyssanlull, Lilla Marie" ("Sweet Baby James", James Taylor) – 3:57
4. "När min dröm kom" ("On the Way Home", Neil Young) – 2:25
5. "Upp till Ragvaldsträsk" ("Up on Cripple Creek", Robbie Robertson) – 5:27

Sida B
1. "Föddes till att vara" ("Wasn't Born to Follow", Gerry Goffin, Carole King) – 2:28
2. "Den enda levande i vår stad" ("The Only Living Boy in New York", Paul Simon) – 3:58
3. "Lai-le-lai" ("The Boxer", Paul Simon) – 4:19
4. "Försök att förstå" ("Have You Ever Seen the Rain?", John Fogerty) – 2:56
5. "Grön parfym/Blå parfym" ("One of Us Can Not Be Wrong", Leonard Cohen) – 6:25

### Stereo 8 1971
Program 1
1. "Anna & mej" ("Me & Bobby McGee", Fred Foster, Kris Kristofferson) – 4:44
2. "Upp till Ragvaldsträsk" ("Up on Cripple Creek", Robbie Robertson) – 5:27

Program 2
1. "Vyssanlull, Lilla Marie" ("Sweet Baby James", James Taylor) – 3:57
2. "När min dröm kom" ("On the Way Home", Neil Young) – 2:25
3. "Den enda levande i vår stad" ("The Only Living Boy in New York", Paul Simon) – 3:58

Program 3
1. "Föddes till att vara" ("Wasn't Born to Follow", Gerry Goffin, Carole King) – 2:28
2. "Grön parfym/Blå parfym" ("One of Us Can Not Be Wrong", Leonard Cohen) – 6:25
3. "Försök att förstå" ("Have You Ever Seen the Rain?", John Fogerty) – 1:18

Program 4
1. "Försök att förstå" ("Have You Ever Seen the Rain?", John Fogerty) – 1:37
2. "Hej, du med tamburinen" ("Mr Tambourine Man", Bob Dylan) – 4:10
3. "Lai-le-lai" ("The Boxer", Paul Simon) – 4:19

### CD 1992
1. "Anna & mej" ("Me & Bobby McGee", Fred Foster, Kris Kristofferson) – 4:44
2. "Hej, du med tamburinen" ("Mr Tambourine Man", Bob Dylan) – 4:10
3. "Vyssanlull, Lilla Marie" ("Sweet Baby James", James Taylor) – 3:57
4. "När min dröm kom" ("On the Way Home", Neil Young) – 2:25
5. "Upp till Ragvaldsträsk" ("Up on Cripple Creek", Robbie Robertson) – 5:27
6. "Föddes till att vara" ("Wasn't Born to Follow", Gerry Goffin, Carole King) – 2:28
7. "Den enda levande i vår stad" ("The Only Living Boy in New York", Paul Simon) – 3:58
8. "Lai-le-lai" ("The Boxer", Paul Simon) – 4:19
9. "Försök att förstå" ("Have You Ever Seen the Rain?", John Fogerty) – 2:56
10. "Grön parfym/Blå parfym" ("One of Us Can Not Be Wrong", Leonard Cohen) – 6:25

## Medverkande

### Musiker
- Lalla Hansson – sång, gitarr, slagverk
- Roger Palm – trummor
- Bengt Palmers – bas, slagverk, klockspel
- Janne Schaffer – gitarr
- Kjell Öhman – piano, orgel

### Övriga
- Björn Norén – ljudtekniker
- Bengt Palmers – producent